# まちプリ
『まちプリ』はRKB毎日放送で2021年3月29日からから2022年3月25日まで放送されていた情報番組である。

## 概要
前番組『ソコトラ』の後続番組として開始すると共に、同番組を一新させた構成となるまた、放送開始時点で出演者が前番組から続役している。
本番組の開始に伴い、3月19日まで10時25分から同時ネットで放送していた『ひるおび!』午前の部のネットを打ち切り、11時30分の『JNNNEWS』から飛び乗りに変更された。
本番組より再びスタジオでの生放送に戻った。また、本番組よりコメンテーターを起用した。
しかし番組は僅か1年で打ち切りとなり、同時間帯は『ひるおび!』午前の部のネットに戻る事となった。番組で使用していたスタジオセットは火曜深夜の『超科学アイドルメディアHKTV!』に流用されている。
番組のコーナー「コレ9」、「カレー探偵たける」、「やまプリ」については、夕方番組「タダイマ!」で放送している。

## 出演者

### メインMC
- ハル
- 本庄麻里子（RKB毎日放送アナウンサー）

### リポーター
- たける
- 冨士原圭希（RKB毎日放送アナウンサー）
- 田中みずき (RKB毎日放送アナウンサー)
- 辻満里奈 (RKB毎日放送アナウンサー)
- 本田奈也花 (RKB毎日放送アナウンサー)

### コメンテーター
- 沢松奈生子(月曜日)
- コウケンテツ 、はなわ(隔週火曜日)
- アン・クレシーニ (水曜日)
- 彦摩呂 (木曜日)
- 東国原英夫 (金曜日)

### 過去のコメンテーター
- 鈴木明子（月曜日）
- スマイリーキクチ（木曜日）